# テレボート
テレボート（TELEBOAT）は、ボートレースの開催施行者から、電話・インターネット投票に関する事務を委託運営している東京都港区にある組織の呼称である。会員数は60万人弱（2018年6月時点）。

## 概要
1985年（昭和60年）5月26日の平和島競艇場 を皮切りに競艇場ごとの電話投票システムが運用開始したが、全国共通会員制電話投票を目指し1993年（平成5年）から1995年（平成7年）にかけて地区ごとに「テレボート関東」「テレボート東海」「テレボートきんき」「テレボートせと」「テレボート九州」の5組織が結成された（四国地方は2箇所しかボートレース場がないため、中国地方と統合して1つの地区とみなした）。会員はそれぞれ投票を希望する地区のテレボートに加入した（初期は加入地区のテレボートからは他地区の一般戦・GII・GIII競走は投票できなかった。後に解消）。2002年（平成14年）に全国の事務を一括して受け付ける「テレボート」に統合された。

## システム
- 情報提供

全国で開催している競艇場の開催情報・天候・展示情報・レース結果等を、電話・インターネットで提供している。インターネットに関しては、2007年末にウェブサイトがリニューアルされ、投票情報等と統合して閲覧できるようになり、収支結果等がグラフ表示できるようになった。
- 電話・インターネット投票
  - 投票可能競艇場

当日開催している全競艇場の全競走が対象
  - 購入可能金額

原則としてテレボートに金融機関より通知されている額までであるが、的中金は次回レースに再投資でき上限購入額は99,800,100円である。ただし一日最大999ベットまでの制限が有る（1ベットは1-2-3等の投票組番ひとつを指し、無担保会員の資金移動やインターネット即日会員の入出金処理も1ベットに換算される）。
  - 投票締切時間

本場・場外締切まで[3]
  - 投票可能時間

8:30～最終レース締切まで
  - SG競走、プレミアムGI競走、GⅡレディースオールスター競走、ファン感謝3days ボートレースバトルトーナメントは6:30から、インターネット即時投票会員は23:00まで前日投票が可能。
  - ナイター競走は一部投票できない金融機関がある。

## 会員種別
- 電話投票会員

電話投票会員には、投票資金をテレボートに担保する仕組みの有担保会員と、担保しない無担保会員がある。電話投票会員は電話・インターネットのどちらでも投票可能である。
- 有担保会員

有担保会員は電話投票用普通預金口座を予め指定した金融機関に開設し、それと同時に投票資金を担保するための定期預金口座を開設しなければならない。投票資金の入出金は電話投票用普通口座を通じて決済が行われるが、投票後に電話投票用普通口座に残高不足があり引き落としが行われなかった場合、担保用の定期預金口座が解約され不足資金に充当される。そのため、投票金額限度は電話投票用普通口座残高、当初定期預金入金額（元金継続のため、満期を過ぎて利息が支払われても定期預金の残高は変化しないため）のいずれか少ない金額となり、決済事故時の相殺が行われた場合は会員資格を失う。また、電話投票用普通口座残高がテレボートに通知されるまでにタイムラグがあるため、入金即投票は行えない。入金反映締切時刻は金融機関によって異なる。また、投票後の的中金額は投票資金として利用することはできるが、実際のテレボートからの的中金振込は翌銀行営業日以降となるので注意が必要である。
- 無担保会員

無担保会員は電話投票用普通口座として、予め指定した金融機関に入金用口座と出金用口座の二種類を開設しなければならない。出金用口座に関しては指定した金融機関に既に普通口座を持っている場合は、その口座を指定することもできる。入金用口座は金融機関窓口・ATMで入金（もしくは被振込）のみ行うことができるが、この口座から直接出金はできない。投票は入金用口座残高の範囲内で行うことができるが、入金残高がテレボートに通知されるまでにはタイムラグがあるので注意が必要である。また、投票後の的中金額は投票資金として利用することができる（有担保会員と同様）。的中金は入金用口座に振り込まれるが、会員が出金を行う場合はテレボートで提供されている資金移動という機能で入金用口座から出金用口座に振込を行い出金する（振込手数料は無料）。
- インターネット即時投票会員

インターネット（携帯電話のネット接続サービス等含む）に限定した投票会員である。電話投票会員と異なるところは電話で投票することができないほか、特定の金融機関（ジャパンネット銀行・楽天銀行・三井住友銀行・住信SBIネット銀行（2010年5月現在））の口座があれば、インターネットから即日会員手続きができる点、また、投票資金の入金反映、的中金の振込がリアルタイムに行える点である。

## 電話投票での特典
電話投票限定でキャンペーンを行う場合がある。下記以外の競艇場等でも期間限定等でキャンペーンが行われている。
- 大村競艇場ではマイルクラブ大村24 [4]と称した電話・インターネット投票会員限定組織を発足している。投票金額100円につき1マイルが与えられ、キャッシュバックや景品を受け取ることができる。また、キャンペーン時はマイル二倍や特別景品進呈など行うことも有る。2008年8月からは獲得ポイントに応じて会員グレードが与えられ、大村競艇場までの交通費の一部をキャッシュバックされるなど、特典が豊富になる。また、マイルクラブ大村24の会員でなくとも、9Rと12Rに限定した電話投票抽選を行っており、10名～20名程度に景品や現金などを進呈している。
- 丸亀競艇場ではまるがめポイントクラブ [5]と称した電話・インターネット投票会員限定組織を発足している。投票金額100円につき1まるぽ(ポイントの名称)が与えられ、キャッシュバックや景品を受け取ることができる。
- 楽天銀行(旧・イーバンク銀行)でのインターネット即時投票会員では、特別競走の特別観覧席無料招待などのキャンペーンを逐次行っている。
- 桐生競艇場では電投王シリーズ戦・決定戦 [6]と称した電話投票会員限定のキャンペーンを通年行っている。電投王シリーズは一か月の回収率を、電投王決定戦は一年間の回収率で順位を決定し、商品券や交通費キャッシュバックなど景品を進呈する仕組みである（エントリーが必要）。
- 児島競艇場ではいいことイロイロ16#電投キャンペーン [7]を通年行っている。1日100円以上電話・インターネット投票した会員の中から倉敷の特産品などが毎日進呈される。

## 歴史
- 1985年（昭和60年）
  - 5月26日 平和島競艇場で電話投票の運用が始まる[2]。投票は加入した競艇場に限られた（当時の投票締切時間は本場締切30分前）。
- 1993年（平成5年）
  - 4月1日 テレボート関東サービス開始
  - 12月1日 テレボートきんきサービス開始
- 1994年（平成6年）
  - 9月1日 テレボート九州サービス開始
  - 10月1日 テレボート東海サービス開始
- 1995年（平成7年）
  - 4月1日 テレボートせと（中四国）サービス開始
- 2002年（平成14年）
  - 4月1日 全国のテレボート組織を統合。「テレボート」となる。